# Irena (dziewica)
Św. Irena (zm. 21 lutego 379) – święta Kościoła katolickiego.

## Życiorys
Była siostrą Damazego I. Kiedy jej brat został papieżem i doszło do wybuchu zamieszek wobec równoczesnego wyboru Ursyna, przez całą noc modliła się na grobach męczenników.
Złożyła śluby czystości. Zmarła w opinii świętości, a do współczesności zachowało się jej epitafium. Stała się też bohaterką utworu De virginitate autorstwa Damazego I. Jest czczona jako święta. Wspomnienie liturgiczne obchodzone jest w dies natalis.